# Darby Demetry O'Mahony
Pour les articles homonymes, voir O'Mahony.
Darby Demetry O'Mahony (1718-1795) est un soldat d'origine irlandaise qui servit en France au XVIIIe siècle. 
Il est né en Irlande au château de Dunloe et il est l'un des fils de Daniel O'Mahony, « le grand et terrible papiste qui régnait sur le Kerry » comme le qualifie l'historien anglais Froude. Il vint en France vers 1738 pour servir dans les régiments de la Brigade irlandaise.

## Sa carrière militaire
- en 1745, capitaine du régiment de Bulkeley à la bataille de Fontenoy.
- en 1772, capitaine de grenadiers au même régiment avec rang de major.
- en 1780, lieutenant colonel au régiment de Dillon.

Il prit sa retraite en 1781 avant de s'installer à Boulogne en 1783.
Sous la Terreur, il fut arrêté en 1793 et incarcéré à Arras, puis il fut dirigé sur Abbeville où il mourut le 16 mars 1795 (25 ventose an 3) à l'âge de 77 ans.